# Floyd B. Olson
Floyd Bjørnstjerne Olson (Minneapolis, 13 novembre 1891 – Rochester, 22 agosto 1936) è stato un politico statunitense. È stato uno dei più importanti governatori del Minnesota nonché uno dei politici statunitensi più influenti del suo tempo.

## Biografia
Floyd B. Olson nacque sul lato nord di Minneapolis, figlio unico di padre norvegese e madre svedese. Nel quartiere dove Olson crebbe era presente una considerevole comunità ebraica ortodossa, che ebbe un importante ruolo nei suoi primi anni. Olson imparò l'yiddish da alcune associazioni d'infanzia con i suoi vicini ebrei e, anni dopo, utilizzò fluentemente questa lingua durante la campagna elettorale nelle comunità ebraiche.
Dopo il diploma alla North High School di Minneapolis nel 1909, Olson andò a lavorare per la Northern Pacific Railway. L'anno successivo si iscrisse all'Università del Minnesota, ma rinunciò agli studi dopo solo un anno, durante il quale fu costantemente nei guai per aver indossato una bombetta, in violazione delle regole della scuola, e per essersi rifiutato di partecipare a esercitazioni richieste dalla Reserve Officers' Training Corps.
Dirigendosi a ovest, Olson fece una serie di lavoretti in Canada e Alaska prima di stabilirsi per breve tempo a Seattle, in Washington, dove diventò scaricatore di porto e si unì all'Industrial Workers of the World. In questo periodo, Olson lesse molto e iniziò ad adottare una filosofia populista e semi-socialista che mantenne per il resto della sua vita.
Tornando nel Minnesota nel 1913, Olson si iscrisse al William Mitchell College of Law (poi diventata Northwestern College of Law), ottenendo la laurea nel 1915. Nello stesso anno, sposò Ada Krejci a New Prague e diventò avvocato praticante.

## Carriera

### Procuratore
Nel 1919, Olson fu assunto come assistente procuratore della contea di Hennepin e l'anno successivo divenne procuratore della contea di Hennepin, dopo che il suo ex capo fu licenziato per aver accettato tangenti.
Durante questo periodo, fece la sua prima incursione in politica quando contribuì a formare il Comitato dei 48, un'organizzazione che tentò di far correre il senatore Robert M. La Follette per la presidenza degli Stati Uniti con un terzo partito. Lo sforzo si rivelò infruttuoso, ma La Follette avrebbe poi corso per la presidenza con il Partito Progressista nel 1924. Nello stesso anno, Olson si candidò alle primarie democratiche per la Camera dei rappresentanti del Minnesota, ma fu sconfitto.
Come procuratore della contea di Hennepin, Olson guadagnò gran fama. Fu coinvolto in un caso riguardante il Ku Klux Klan a causa del quale ricevé minacce di morte. Fu rieletto alla carica di procuratore nel 1922 e nel 1926.

### Candidato governatore
Nel 1923, Olson portò avanti una causa contro i capi del Minnesota Citizens Alliance, un'organizzazione aziendale conservatrice, dopo che questa assunse un sicario per riempire di dinamite la casa di un capo sindacale. La vigorosa opposizione di Olson contro questa associazione lo fece assurgere a eroe del movimento operaio locale e lo indusse a candidarsi a governatore con il partito Contadino-Laburista.
Dopo aver ottenuto l'approvazione del Comitato centrale del partito della contea di Hennepin, Olson vinse le primarie del partito. Incoraggiato dalla campagna presidenziale di La Follette, ricevé il 43% dei voti contro il 48% del candidato repubblicano Theodore Christianson. Il candidato democratico ottenne solo il 6%.
Quattro anni più tardi, nel 1928, il nuovo partito Contadino-Laburista tentò di ricandidare Olson per la carica di governatore, ma questi declinò l'invito. Nel 1930, tuttavia, il mercato azionario si schiantò e la Grande depressione ebbe inizio. Olson decise di ricandidarsi formando una coalizione di agricoltori, operai e piccoli imprenditori. Olson riuscì a garantirsi una vittoria schiacciante, ricevendo il 59% dei voti.

### Governatore
Olson prese ufficio come governatore il 6 gennaio 1931. Diede presto dimostrazione di abilità nell'arte politica ed riuscì a soddisfare la maggior parte delle sue promesse elettorali. Durante i suoi tre mandati come governatore, Olson propose, e si fece approvare dal legislatore, disegni di legge che istituirono un'imposta progressiva sul reddito, creò un programma di sicurezza sociale per gli anziani, ampliò i programmi di conservazione ambientale dello Stato, garantì la parità di retribuzione per le donne e il diritto alla contrattazione collettiva e istituì un salario minimo e un sistema di assicurazione contro la disoccupazione.
Quando il partito di Olson cominciò ad avere una piega più radicale, il supporto della classe media a poco a poco iniziò a scemare. Il sostegno vigoroso che ricevé dal mondo del lavoro e dell'agricoltura, gli permisero di farsi rieleggere facilmente nel 1932 e nel 1934.
Il 16 maggio 1934, l'unione dei camionisti di Minneapolis diede inizio a un grande sciopero, che sfociò in aperta violenza. Il clima di violenza perdurò per i successivi due mesi, fino a quando il governatore Olson dichiarò la legge marziale il 26 luglio e mobilitò 4.000 uomini della Guardia Nazionale sotto il comando del generale aiutante Ellard A. Walsh. Quando la violenza fu chetata, ripartirono i negoziati per porre fine alla controversia di lavoro.
Nonostante i notevoli risultati raggiunti e il sostegno popolare, l'amministrazione di Olson fu segnata da quanto dichiarato dal direttore di giornale Walter Liggett secondo il quale erano presenti forti legami tra alcuni membri dell'amministrazione e il crimine organizzato. Liggett fu ucciso nel 1935. Kid Cann, gangster del Minnesota, fu accusato dell'omicidio ma non fu condannato per questo.

### Ultimi anni
Nel 1935, Olson escluse la possibilità di candidarsi a presidente nelle elezioni del 1936, come candidato di un terzo partito. Il 18 novembre 1935, annunciò la sua intenzione di candidarsi a senatore contro il politico di lunga data Thomas D. Schall. Le sue possibilità migliorarono quando Schall morì a seguito di un incidente stradale, e Elmer Austin Benson, successore ad interim di Schall scelto da Olson, dichiarò di non voler candidarsi alle elezioni del 1936.
Tuttavia, la salute di Olson cominciò a peggiorare. Dopo aver sofferto di ulcere gravi, Olson andò alla Mayo Clinic nel dicembre 1935 dove gli fu diagnosticato un cancro allo stomaco. Nonostante il cancro si sarebbe poi rivelato fatale, Olson non si preoccupò delle sue condizioni.
Olson continuò per la sua strada e riprese le sue funzioni di governatore, e organizzò la convenzione di Stato del suo partito. Questo forte attivismo politico favorì il peggioramento della sua salute.
Olson fece un'apparizione pubblica il 29 giugno 1936, pronunciando un discorso al Minnehaha Park di Minneapolis. Il giorno dopo, tornò alla Mayo Clinic per il trattamento sanitario, ma era ormai troppo tardi. Morì il 22 agosto a 44 anni.

## Monumenti e omaggi
Dopo la sua morte, decine di statue di Olson furono costruite in tutto lo stato, molte delle quali lo indicavano come il "più grande governatore" dello stato.
La Minnesota State Highway 55 fu rinominata "Floyd B. Olson Memorial Highway" in suo onore. Nel 1974, la casa di Olson alla 1914 West 49th Street di Minneapolis è stata inserita nel National Register of Historic Places.